# Catedral primada de Colombia
La Catedral Basílica Metropolitana y Primada de la Inmaculada Concepción o más conocida como la Catedral Basílica Metropolitana de Bogotá y Primada de Colombia, oficialmente Sacro Santo Templo Catedral Basílica Metropolitana y Primada de la Inmaculada Concepción de María, es una iglesia catedralicia de culto católico consagrada a la Inmaculada Concepción; es un edificio de estilo neoclásico localizado frente a la Plaza de Bolívar de Bogotá, capital del país.
La catedral es sede del arzobispo metropolitano de Bogotá y Primado de Colombia, reconocida con el título honorífico de Primada de Colombia por el papa León XIII, a través del Decreto de la Congregación Consistorial del 7 de noviembre de 1902. También es la sede del Capítulo Metropolitano y de la "Parroquia de la Catedral Basílica Metropolitana de Bogotá".
El actual templo fue diseñado por el arquitecto capuchino Fray Domingo de Petrés, entre 1807 y 1823 en el mismo lugar donde anteriormente se levantaron otros tres templos que sucesivamente sirvieron de catedrales para la ciudad. Por su significado histórico, valor arquitectónico y cultural fue declarada Monumento Nacional por medio del decreto 1.584 del 11 de agosto de 1975.

Armas de la Catedral Metropolitana como Basílica menor.

## Historia
Los conquistadores españoles a la Sabana de Bogotá, el misionero fray Domingo de las Casas celebró la primera Santa Misa el 6 de agosto de 1538, en una modesta capilla de bahareque y techos de paja, y ante un estandarte que reposa en la catedral, en el lugar donde se pusieron las primeras piedras para la construcción de una iglesia. El lugar fue denominado por los españoles como Nuestra Señora de la Esperanza.

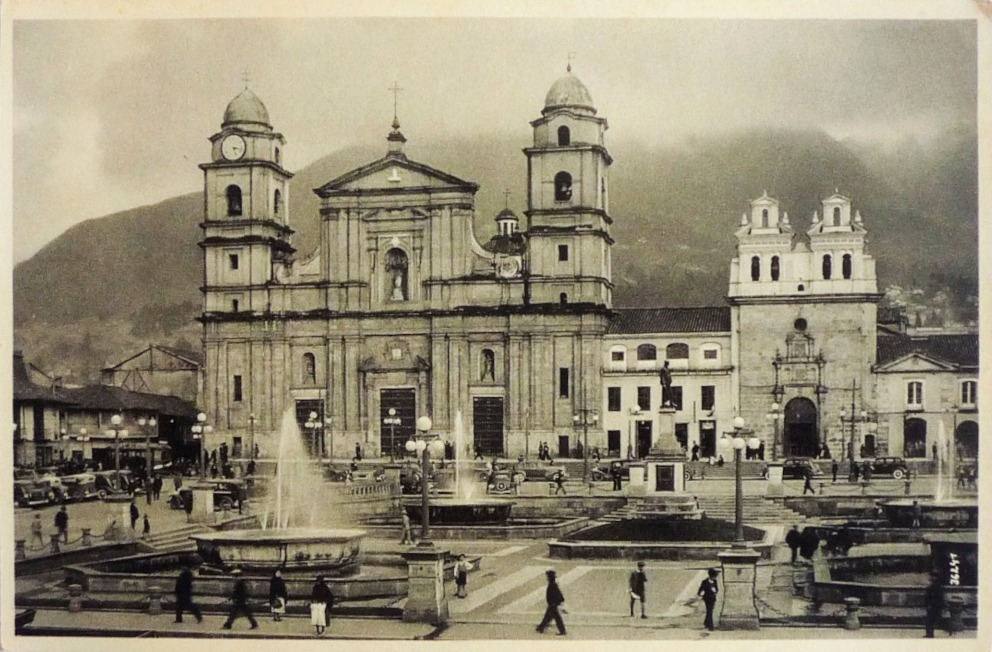
La Catedral Basílica Metropolitana y Primada en los años 30. Nótese la antigua forma de las torres.

En 1553, por iniciativa de Fray Juan de los Barrios se tomó la decisión de construir un templo en paredes de tapia y ladrillo en el mismo lugar actual de la catedral, de acuerdo a la disposición del Cabildo, para lo cual se convocó a una licitación pública que le asignó las obras a Baltasar Díaz y a Pedro Vásquez, asociados al albañil Juan Rey, con un presupuesto de 1000 pesos. En 1560, después de gastar más de 6.000 pesos y a la víspera de su inauguración se derrumbó el techo de la construcción. A pesar de ello, el 11 de septiembre de 1562 el papa Pío V le otorgó el título de Catedral.
Doce años después, Fray Juan de los Barrios, primer Arzobispo de la ciudad, trajo sobre sus hombros la primera piedra para una nueva Catedral, dando así ejemplo a todos sus compañeros y fieles, quienes siguiéndolo lograron almacenar una cantidad considerable de piedras para su construcción. La obra se inició el 12 de marzo de 1572 bajo la dirección del arquitecto y maestro mayor Juan de Vergara con sus planos y el cantero Antonio Moreno Dajubita, en el mismo lugar, con las mismas condiciones que la anterior, es decir con tres naves, pero con un detalle adicional en el que se le añadieron cuatro capillas formando una cruz. Asistieron el presidente de la Real Audiencia de Santafe, Andrés Venero de Leyva, los cabildantes, los oidores, los nobles, Juan de Vergara y gente ilustre de Bogotá.
"Nació en Santafé de Bogotá. Fue el autor de los planos de la Tercera Catedral Santafereña. El 12 de mayo de 1572 inició la construcción de la Catedral. Para 1574 tuvo que suspender la obra, por falta de fondos. La Tercera Catedral de Bogotá quedó sin la debida solidez, inconclusa, carente de sacristía y de dependencias, y su única torre, situada hacia el extremo sur de la fachada, apenas alcanzó a principiarse. La Catedral fue concluida y reformada por Fray Domingo Petrés."
La obra culminó en 1590, con la capilla mayor cubierta así como los arcos, pero quedando pendientes en su construcción, las cuatro capillas laterales y las tres naves, para 1678 se concluyó la torre. Esta nueva Iglesia, tercera construcción de la catedral fue notable por la riqueza de su culto y por su capilla musical. El 12 de julio de 1785 se produce un fuerte terremoto en la ciudad que afecta gravemente la construcción, por lo cual se toma la decisión de derribarla parcialmente en 1805.
Algunos años después de la expulsión de los jesuitas de Colombia se opta por poner en servicio como vicecatedral a la iglesia de San Ignacio, la cual fue denominada "Vicecatedral de San Carlos" (en honor al rey Carlos III) y se encuentra a tan solo media cuadra de distancia de la Plaza.

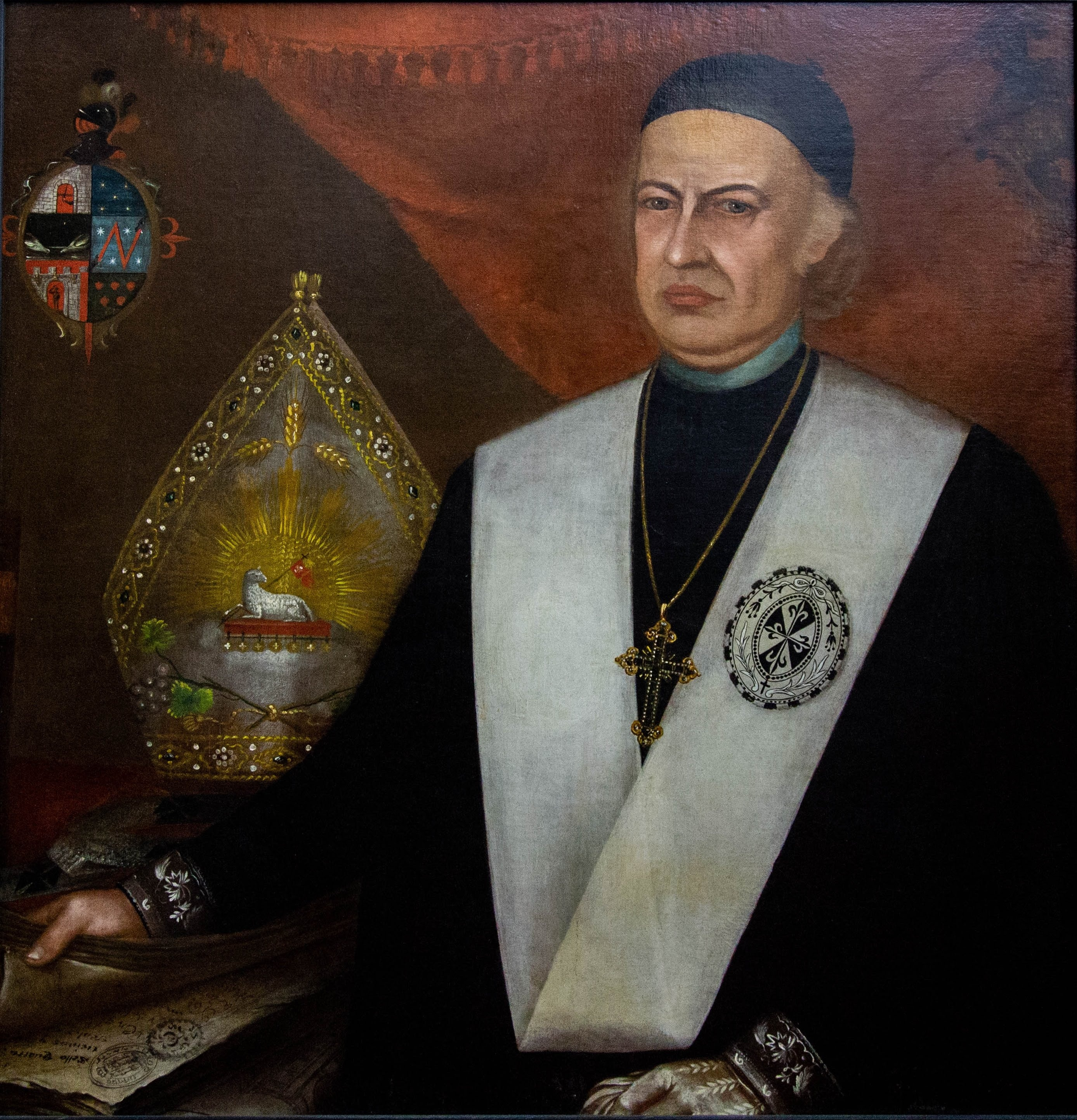
Fernando Caicedo y Flórez

Al iniciar el siglo XIX por nombramiento efectuado por el canónigo Fernando Caycedo y Flórez, arzobispo metropolitano de Bogotá, se designó como arquitecto para la reconstrucción de la catedral al fraile capuchino Fray Domingo de Petrés, el cual estaba ampliamente influenciado por las tendencia neoclásica reinante en esa época de la historia y que determinó el estilo de la reconstrucción de la Iglesia, fray Domingo, de origen español, hijo de un albañil, quien llegó a Santafé de Bogotá en 1792 para ejercer su oficio de arquitecto, comenzando la obra de la nueva catedral el 11 de febrero de 1807. Se le ha considerado como uno de los arquitectos más representativos del nuevo reino de Granada, entre otras obras se destaca el Observatorio Astronómico de Bogotá, la Basílica de Nuestra Señora del Rosario de Chiquinquirá, la Catedral de la Santísima Trinidad, San Antonio de Padua y Nuestra Señora de la Asunción de Zipaquirá, la Catedral Basílica Metropolitana de Santa Fe de Antioquia, la Catedral de Nuestra Señora del Rosario de Facatativá y la Concatedral de San Miguel Arcángel, en Guaduas.
Cuando muere fray Domingo en 1811 la construcción del interior de la catedral estaba finalizada. Las obras restantes fueron dirigidas por Nicolás León quien las logra concluir el 19 de abril de 1823. En ese mismo año se ofició la consagración de la catedral. La Catedral Basílica Metropolitana de Bogotá fue reconocida con el título honorífico de Primada de Colombia por el papa León XIII, a través del Decreto de la Congregación Consistorial del 7 de noviembre de 1902.

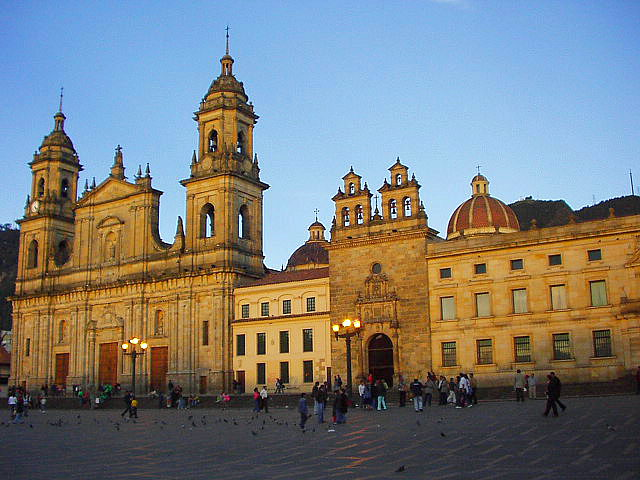
Catedral Basílica Metropolitana (izq.), Casa del Cabildo Eclesiástico, Capilla del Sagrario de la Catedral Basílica Metropolitana (centro), Palacio Arzobispal (derecha).

En el año 1943 el arquitecto español Alfredo Rodríguez Orgaz dirigió las reformas a la fachada de acuerdo a los planos originales de Domingo de Petrés. Las mayores reformas se realizaron con motivo del Congreso Eucarístico Internacional de 1968 y la visita del papa Pablo VI cuando el presbiterio se amplió hasta el crucero y el altar se ubicó bajo la cúpula.
Entre 1993 y 1997, la catedral fue sometida a una restauración, la cual se orientó en la consolidación estructural para disminuir la vulnerabilidad sísmica del edificio, así como a la recuperación de sus características arquitectónicas. Se realizaron trabajos en la cubierta, en las bóvedas y en el interior de la catedral. En las armaduras de la cubierta se hallaron maderos de escuadría (alfardas, nudillos, canes y tirantes) que datan de 1584 y que fray Domingo de Petrés usó en 1808. Con el fin de preservar estos valiosos vestigios en su sitio, se reforzaron algunos maderos para restituirles sus propiedades mecánicas y se remplazó la madera rolliza en mal estado. Se inmunizó todo el conjunto de maderas y se impermeabilizó la techumbre con un sistema especial. Las bóvedas y la cúpula fueron consolidadas y se reforzaron.
En la Capilla del Topo, donde se colocó la sillería del coro de los canónigos, se reconstruyó la bóveda que se había suprimida de la antecapilla a principios del siglo XX y se restauró el arco de ingreso a la misma. La restauración arquitectónica comprendió la reposición de color en bóvedas, cúpula, columnas y paredes. La nueva forma del presbiterio recrea su antiguo diseño aunque conserva la disposición litúrgica de hoy. No se repuso el retablo mayor, el cual fue retirado en 1968. Además, los retablos de las capillas de Santiago y de la Soledad fueron restituidos y las puertas fueron se restauradas. Se diseñó el nuevo despacho parroquial, al igual que la bóveda del tesoro de la catedral y el alojamiento de las monjas. Los osarios fueron reestructurados, al igual que la iluminación y la sonorización. Previó al inicio de  la obra se realizó una investigación documental y arqueológica.

## Órgano

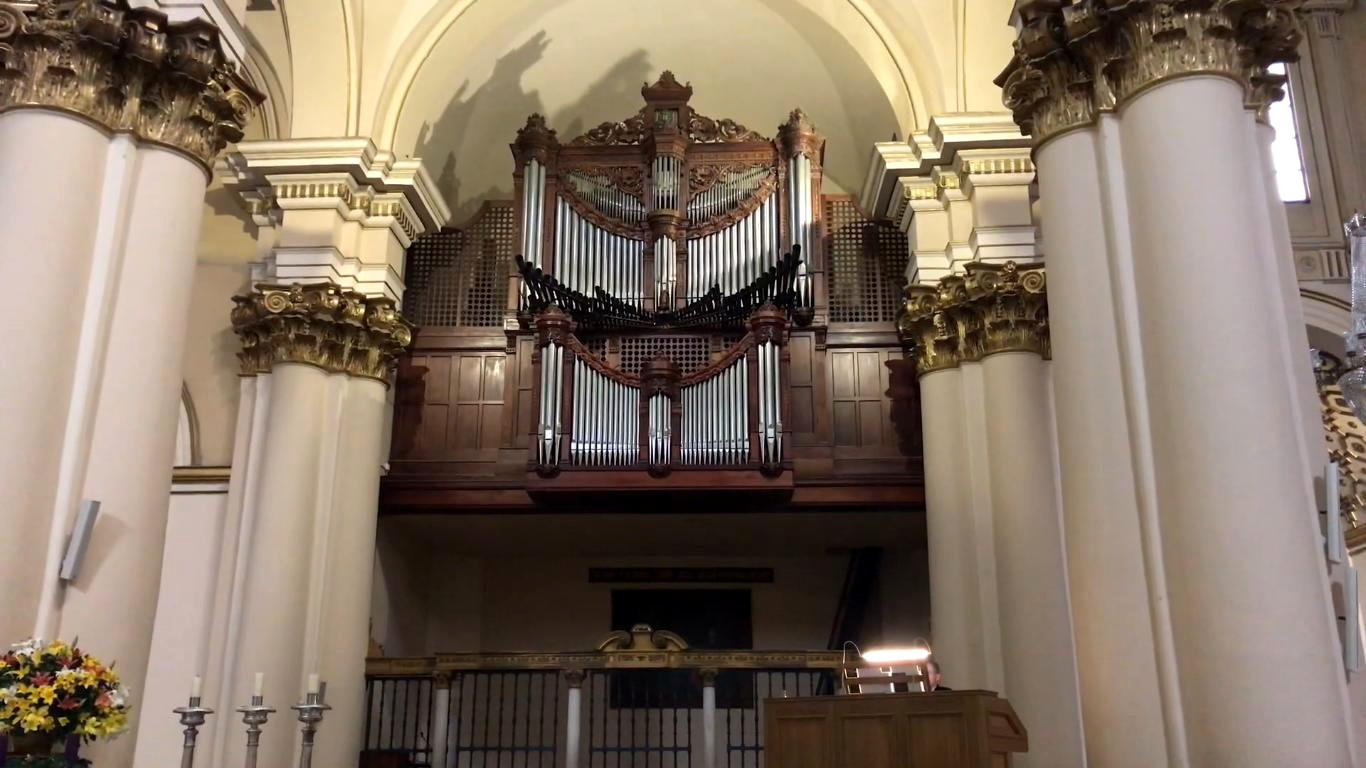
Ubicación actual del órgano, se observa la fachada luego de culminada la restauración y ampliación.

El órgano tubular de la Catedral, fue originalmente un instrumento de Aquilino Amezua, destacado organero español, construido en 1891, pero luego de dos intervenciones que sufrió en 1965 y en el 2016, el instrumento ahora es un órgano Amezúa - Binder - Grenzing, su sistema actual es de 58 juegos o registros, una consola con cuatro teclados manuales y un teclado que se toca con los pies (pedalero), además tiene alrededor de 4500 tubos, todo esto lo convierte en el órgano más grande de Colombia. En sí, el órgano es una orquesta con instrumentos como trompetas, bombardas, oboes, clarinetes, flautas y voces humanas. No solo se toca en los servicios religiosos, sino también en conciertos.
El instrumento fue sometido a una restauración y ampliación, que tuvo un valor de 2.515 millones de pesos, que fue financiada por el Ministerio de Cultura de Colombia, el Fondo Nacional de Turismo (Fontur) y la arquidiócesis de Bogotá. El proceso  se efectuó entre 2013 y 2016 y estuvo a cargo de la empresa organera española Gerhard Grenzing S.A., que ha intervenido los órganos de las catedrales de Sevilla, Bruselas y México, entre otros. Finalmente, la inauguración del órgano se efectuó el 2 de julio del 2016, con la Bendición del instrumento a cargo del cardenal Rubén Salazar Gómez y un concierto inaugural presidido por el maestro español Juan de la Rubia, organista titular de la Basílica de la Sagrada Familia de Barcelona (España).

## Contexto urbano
La Catedral Basílica Metropolitana y Primada ocupa la parte norte de la cuadra oriental de la Plaza de Bolívar, en el centro histórico de la ciudad de Bogotá, correspondiente a la localidad de La Candelaria, cuya alcaldía menor fue creada por el Concejo de Bogotá mediante el acuerdo 7 del 4 de diciembre de 1974. Su ubicación exacta es entre la Carrera Séptima y la Carrera Sexta con Calles 10.ª y 11.ª, en la cual la portada se encuentra orientada hacia el occidente (sobre la Carrera Séptima, mirando hacia la Plaza de Bolívar) y la puerta lateral o puerta falsa se orienta hacia el norte (sobre la calle 11.ª, mirando hacia la Casa del Florero o Museo del 20 de julio, lugar en donde ocurrió el Grito de Independencia, y construcciones aledañas). Su ubicación corresponde a la Zona Pastoral Episcopal de la Inmaculada Concepción, conformando la parroquia de la Catedral en el barrio de La Candelaria. En el mismo barrio se encuentran otras cuatro iglesias católicas.

Localización de la Catedral Basílica Metropolitana y Primada en La Candelaria.

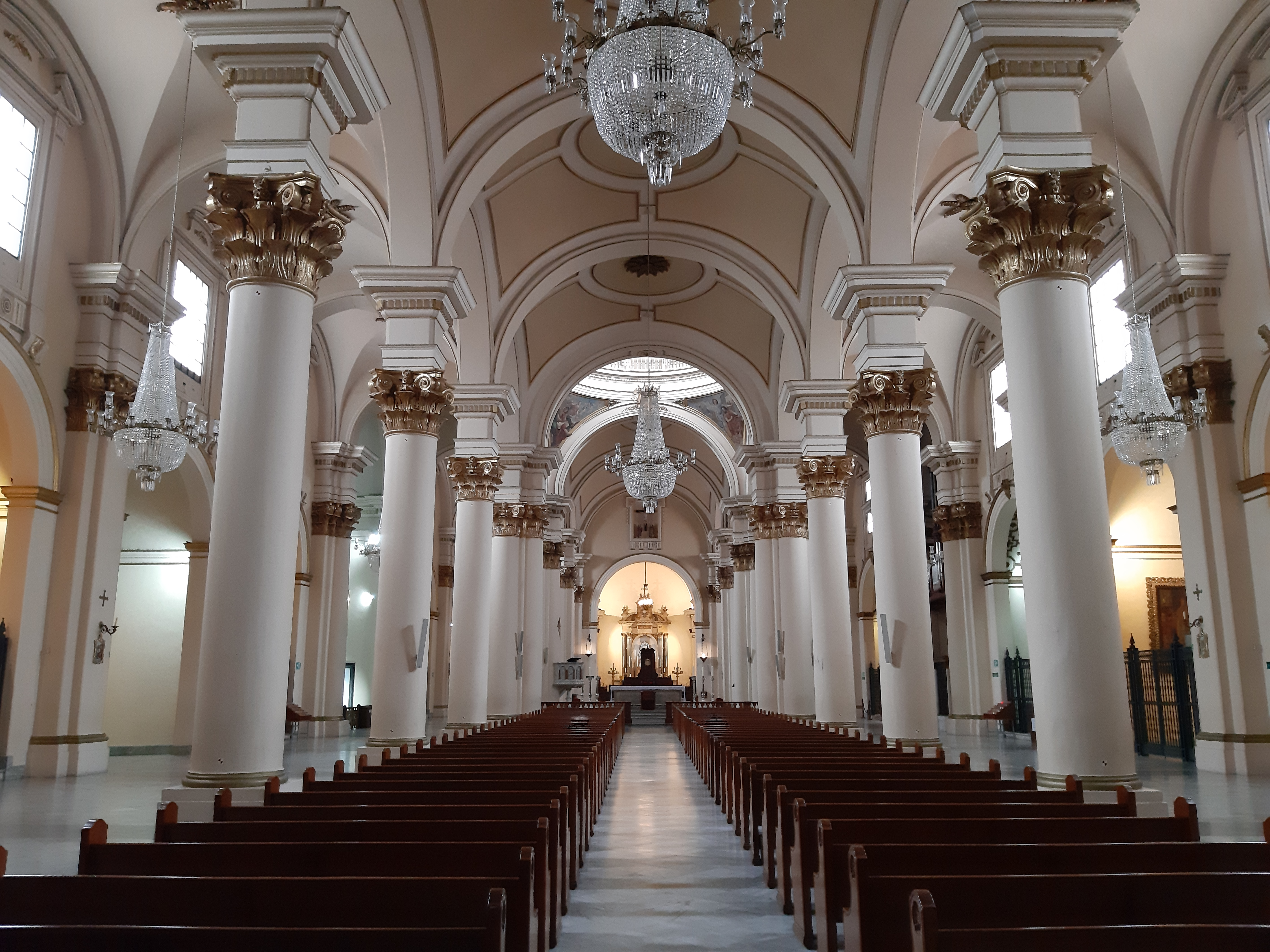
Vista interior de la Catedral.

Al costado sur de la Catedral se encuentra la Capilla del Sagrario, templo construido entre 1660 y 1689. Entre la Catedral y la Capilla del Sagrario se encuentra la Casa del Cabildo Eclesiástico (también conocida como Casa Consistorial), que es una edificación de tres plantas construida en 1689 por encargo del Arzobispo Julián Cortázar. Completando la cuadra sobre la Plaza de Bolívar se ubica el Palacio Arzobispal, edificio construido entre 1952 y 1959 para reemplazar el antiguo palacio, destruido en abril de 1948 durante el Bogotazo, el cual se ubicaba sobre la calle 14 con carrera sexta, contiguo a la Casa de la Moneda. En el lugar actual del Palacio Arzobispal se encontraba desde 1793 el edificio de la Aduana, que sirvió de prisión para el Virrey Amar y Borbón después del 20 de julio de 1810 y de despacho para el Virrey Sámano y Pablo Morillo durante la Reconquista.
En la parte posterior de la Catedral se encuentra la casa cural, cuyo lote fue inicialmente destinado al Hospital de San Pedro por orden del arzobispo fray Juan de los Barrios el 21 de octubre de 1564. Debido al escaso espacio, en 1723 el hospital se trasladó al occidente de la ciudad, en el sitio que actualmente ocupa el Hospital San Juan de Dios. El edificio actual de la casa cural en la esquina de la calle 11 con carrera 6 data de 1759 y fue declarado monumento nacional a través de la resolución 191 del 1 de marzo de 2005.
La Plaza de Bolívar como Plaza Mayor de la ciudad ha sido escenario de algunas de las principales manifestaciones políticas y sociales a lo largo de la historia del país. Su marco lo complementan el Palacio de Justicia al costado norte, el Palacio Liévano (sede de la Alcaldía Mayor de Bogotá) al occidente y el Capitolio Nacional al sur. De esta manera, en la Plaza figuran algunas de las principales instituciones que representan las tres ramas del poder público del país. Desde el 20 de julio de 1847 en el centro de ella se encuentra una estatua de Simón Bolívar, de quien recibe su nombre oficialmente, obra del escultor italiano Pietro Tenerani.

## Descripción
La Catedral está conformada por una planta clásica basilical en forma de cruz latina que ocupa un área de 5300 metros cuadrados, tiene cinco naves : la nave central y dos laterales de la misma altura y las otras dos para las capillas. Cuenta además con un altar mayor y 16 capillas: 8 en la nave sur, 8 en la nave norte y una frontal en la nave central, las cuales se complementan con el coro y dos sacristías. La linterna y cúpula se localizan en el cruce del transepto con el crucero, sostenido por cuatro pechinas y decorada en forma de media naranja, con color azul índigo y trece lenguas de fuego. La pintura interior de las naves y las capillas es blanca y sus bóvedas presentan florones en el centro.
La portada está dividida en dos cuerpos. El primero está compuesto por ocho pilastras de orden corintio que suben hasta el arquitrabe, friso y cornisa, también de orden dórico; el segundo cuerpo es de orden jónico y se adorna por ocho pilastras. Tres esculturas elaboradas por Juan de Cabrera adornan la parte superior de cada puerta: la puerta del norte San Pedro, la puerta del sur San Pablo y el frontis la Inmaculada Concepción con dos ángeles a ambos lados en actitud de coronarla; encima de esta última se remata la fachada en un triángulo isósceles adornado con endentado, molduras de orden jónico y sobre ella una cruz pontifica de dobles brazos, y debajo de la estatua, sobre el dintel de la puerta principal se lee en una loza de mármol blanco la inscripción: «Bajo el título y patrocinio de la Inmaculada Concepción de Nuestra Señora, Santafé religiosa prosperará. Año de MDCCCXIV. Arquitecto Fray Domingo de Petrés, capuchino.». Las torres, reconstruidas después del terremoto de 1827 miden 52 metros de altura y parten de la cornisa mayor a manera de campanario, cada una está formada por tres cuerpos con vanos en los cuatro costados en el cuerpo superior para las campanas y en el cuerpo medio; la torre sur está consagrada a Santa Bárbara, mientras que la torre norte, consagrada a San Emigdio tiene un reloj. La puerta principal, elaborada en el siglo XVI tiene 7,20 metros de altura por 3,60 de ancho, está adornada por dos pilastras independientes en forma de columnas estriadas de orden jónico, cuyos capiteles finalizan en la cornisa del frontis, y presenta aldabones, pernos, tachones y herrajes en bronce de fundición española y cinco salamandras en solvier. Las puertas laterales miden 5,60 metros de altura por 2,80 de ancho. El atrio mide 110 metros de longitud y fue construido entre 1631 y 1664, en 1815 se alargó hasta la Capilla del Sagrario, en 1842 se enlozó y se extendió hasta el extremo sur de la plaza y en 1913 se redondeó el ángulo de la esquina para facilitar el giro del tranvía por la carrera séptima.

## Capilla

### Capilla I: Capilla del Baptisterio
Al entrar a la catedral y hacia la derecha se ubica la nave sur, donde de occidente a oriente, lo primero que se observa es la Capilla del Baptisterio con la pila bautismal, una pila en piedra tallada del siglo XVIII, y detrás de ella, el cuadro "Bautismo de Cristo", óleo sobre tela pintado por el artista Ricardo Acevedo Bernal en 1898. En el costado occidental de la capilla se encuentra el cuadro "Jesús Niño y el Padre Eterno", óleo sobre tela del artista Pedro Figueroa.

### Capilla II: Capilla de San Pedro
Siguiendo hacia el oriente por la nave sur, encontramos la Capilla de San José, que contiene un altar de mampostería y de orden compuesto, diseñado por Petrés. En este altar encontramos una imagen en madera tallada, de la Escuela Sevillana del siglo XVII. Al costado oriental de la capilla se encuentra el óleo sobre tela "Jesús con la Cruz a Cuestas". Al occidente de la capilla se encuentra el cuadro "Nuestra Señora de los Dolores", óleo sobre tela del siglo XVII y una escultura de San Pedro atribuida a Marcos de Cabrera del siglo XVII.

#### Capilla del Sagrario
Desde la Catedral Basílica Metropolitana y Primada podemos acceder a la Capilla del Sagrario.

### Capilla III: Capilla de Nuestra Señora del Carmen
Escultura de madera tallada y policromada del siglo XX. En el costado oriental de la capilla encontramos el cuadro "Santa Teresa de Jesús", óleo sobre tela del siglo XVII y de autor anónimo. En el costado occidental encontramos el cuadro "Aparición de Nuestra Señora a San Simón Stock, óleo sobre tela del siglo XVII y de autor anónimo.

### Capilla IV: Capilla de Santa Isabel de Hungría
Santa Isabel de Hungría es la santa patrona de la arquidiócesis de Bogotá. Anteriormente conocida como la capilla de Santa Úrsula y posteriormente de Santa Catalina de Siena. En el fondo de la capilla se encuentra el cuadro "Santa Isabel de Hungría, óleo sobre tela del español Domínguez (copia de un cuadro del español Esteban Murillo).

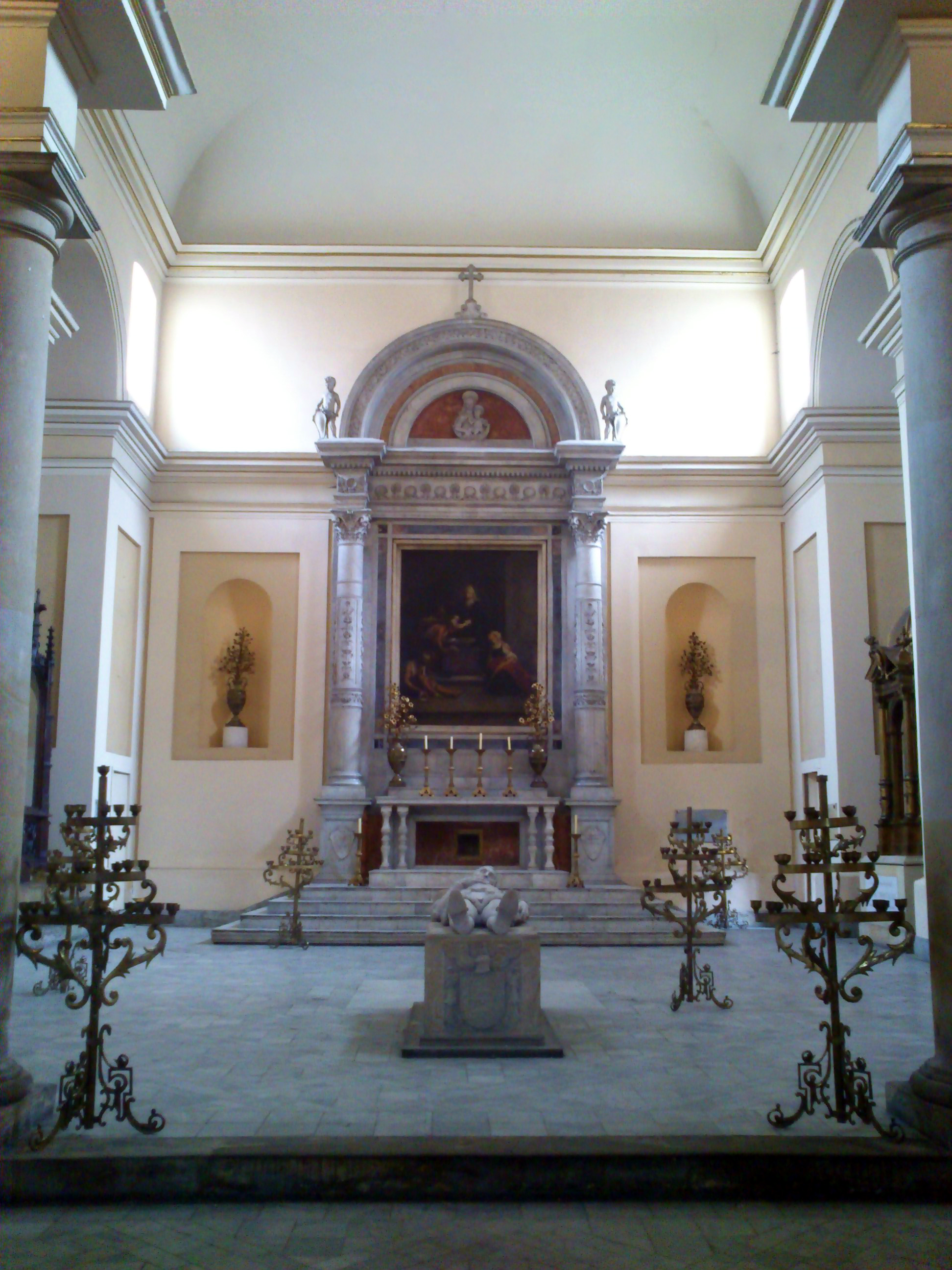
Capilla de Santa Isabel de Hungría, en primer plano se observa el sarcófago de Gonzalo Jiménez de Quesada, fundador de la ciudad.

En esta capilla se destaca la tumba del conquistador español y fundador de la ciudad Gonzalo Jiménez de Quesada, esculpida por el artista Luis Alberto Acuña sobre un altar en mármol blanco de Cassioli; en el muro oriental se destaca el busto del general Antonio Nariño en el lugar donde yacen sus restos. Tres ábsides delante de la columnata de la capilla contienen los monumentos de arzobispos de la ciudad, en su orden el de Vicente Arbeláez en estilo Renacimiento, el de Manuel José Mosquera en madera y estilo gótico y el de José Telésforo Paul en estilo gótico florentino. En el muro occidental un monumento en mármol contiene las cenizas del venezolano Pedro Gual y una placa recuerda al arzobispo Fernando Caicedo y Flores, complementados por un cuadro del Credo de Santiago y la estatua de María Inmaculada, la cual estuvo en el altar mayor durante tres siglos. Cuatro columnas se apoyan en el escalón, las cuales contienen los restos de los arzobispos Aquinao Camacho, del Pórtico y Torres y unos pasos al sur se encuentra sepultado monseñor Juan Bautista Agnozzi, delegado de la Santa Sede que visitó la ciudad en 1882.

### Capilla V: Capilla de Santiago Apóstol
Está conformada por un altar jónico con el cuadro "Santiago Apóstol en la Batalla de Clavijo, óleo sobre tela de Gregorio Vásquez de Arce y Ceballos.
En este lugar está sepultado el pintor Gregorio Vásquez de Arce y Ceballos (1638-1711), autor de todos los cuadros de esta capilla.

### Capilla VI: Capilla de Nuestra Señora del Topo
Detrás del altar mayor se encuentra la Capilla de Nuestra Señora del Topo, reliquia histórica y religiosa en donde se encuentra la silletería del coro de los canónigos. Mide 29 metros de largo por 14 de ancho, tiene una entrada de arco de medio punto apoyado en dos pilastras y cerrado por una verja de hierro. El altar central es del siglo XVIII, de orden dórico repujado en plata y tiene además dos altares en los muros laterales. El retablo principal está fechado en 1610 de autor desconocido, representa la advocación de Nuestra Señora de los Dolores de El Topo, patrona de los canónigos de Bogotá, en la cual aparece la virgen inclinada sobre la cabeza de Jesús muerto. A sus lados se encuentran una imagen de San José y una imagen de San Francisco. En esta capilla se encuentran los restos de Aurelio París Sanz de Santamaría.

### Capilla VII: Capilla de Nuestra Señora de los Dolores
Elaborada en 1906 y contiene un altar jónico y tres nichos: el izquierdo con la Magdalena, el central con Nuestra Señora y el derecho con San Juan Evangelista, en donde se encuentra la tumba de Juan Martín de Sarratea, superintendente de la Casa de la Moneda, y finalmente hay una puerta que comunica con la Sacristía de los Capellanes del Coro y sobre ella hay un cuadro de la Sepultura del Señor.

### Capilla VIII: Capilla de San Juan Nepomuceno
Anteriormente llamada Capilla de la Virgen del Perpetuo Socorro (también llamada Santísima Trinidad), hoy en día se conoce como la Capilla de San Juan Nepomuceno, y fue elaborada en 1630.
Tiene un altar dórico rodeado con una reja, una estatua de Nuestra Señora en un nicho y 4 cuadros laterales. Tiene un cuadro de San Francisco de Borja, obra de Gregorio Vásquez de Arce y Ceballos.

### Capilla IX: Capilla de la Inmaculada Concepción
Esta capilla está adornada con un arco de media caña y un altar de mampostería. Contiene una estatua de la Inmaculada Concepción patrona de la ciudad de Bogotá, lleva el primer título de la Catedral Basílica Metropolitana de Bogotá, instalada en el nicho central en 1904 y una estatua sobre la tumba del arzobispo Bernardo Herrera Restrepo en el muro occidental, obra del artista Gustavo Arcila Uribe.

### Capilla X: Capilla deSan José
Esta capilla, antes de ser dedicada a San José, se llamaba Capilla de Nuestra Señora de las Mercedes, y es la capilla más antigua (construida en 1590). Originalmente era la capilla de Santa Ana por el cuadro de Gaspar Figueroa y en ella se encuentra un altar jónico, una estatua quiteña de Nuestra Señora de las Mercedes en el nicho central y la tumba de Eulogio Tamayo (tesorero y Dean de la Catedral en 1887, quien durante el Concordato, solicitó la personería jurídica de la Congregación de los Sagrados Corazones).

#### Puerta "falsa"
Después de la Capilla de San José se encuentra la entrada lateral de la iglesia o "puerta falsa", la cual tiene en su parte exterior un escudo de España esculpido en piedra y en la parte interna dos cuadros de estilo antiguo italiano.

### Capilla XI: Capilla de las Ánimas
La segunda capilla de esta nave está dedicada al Santo Cristo (también conocida como las ánimas o las almas del purgatorio), contiene un altar de orden compuesto con una pequeña reja, un cuadro del Cristo Crucificado, dos cuadros pequeños al lado derecho y una pintura del Salvador de Vásquez.

### Capilla XII: Capilla del Sagrado Corazón de Jesús
La nave norte tiene en el costado occidental la Capilla del Sagrado Corazón de Jesús, la cual tiene un altar dorado de estilo dórico y una estatua en mármol de Cristo, obra de la casa Pussilque Russaud de París e inscripciones en mármol sobre las leyes de 1913 de homenaje a Jesucristo y de 1919 como homenaje a Nuestra Señora.

## Geografía y Límites Parroquiales
- Norte: Parroquias de La Veracruz y Nuestra Señora de Las Aguas
- Sur: Parroquias Nuestra Señora de Belén y Santa Bárbara (Centro)
- Oriente: Parroquia Nuestra Señora de Egipto
- Occidente: Parroquia San Victorino - La Capuchina.[36]

.
| Noroeste: Parroquia San Victorino - La Capuchina | Norte: Parroquia de La Veracruz       | Nordeste: Parroquia Nuestra Señora de Las Aguas |
| Oeste: Parroquia San Victorino - La Capuchina    |                                       | Este: Parroquia Nuestra Señora de Egipto        |
| Suroeste: Parroquia Santa Bárbara Centro         | Sur: Parroquia Santa Bárbara (Centro) | Sureste: Parroquia Nuestra Señora de Belén      |

## Galería

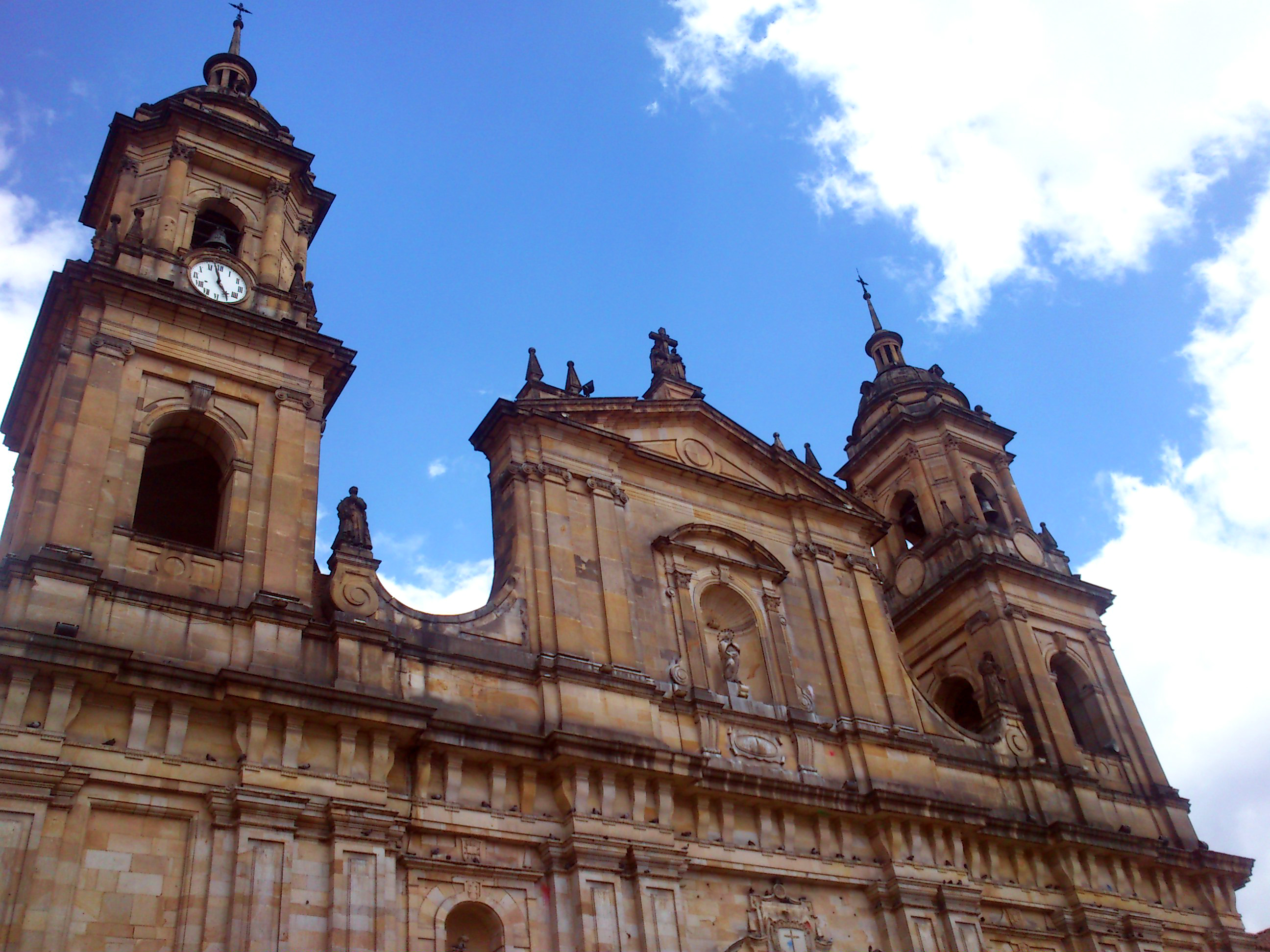
Fachada de estilo neoclásico
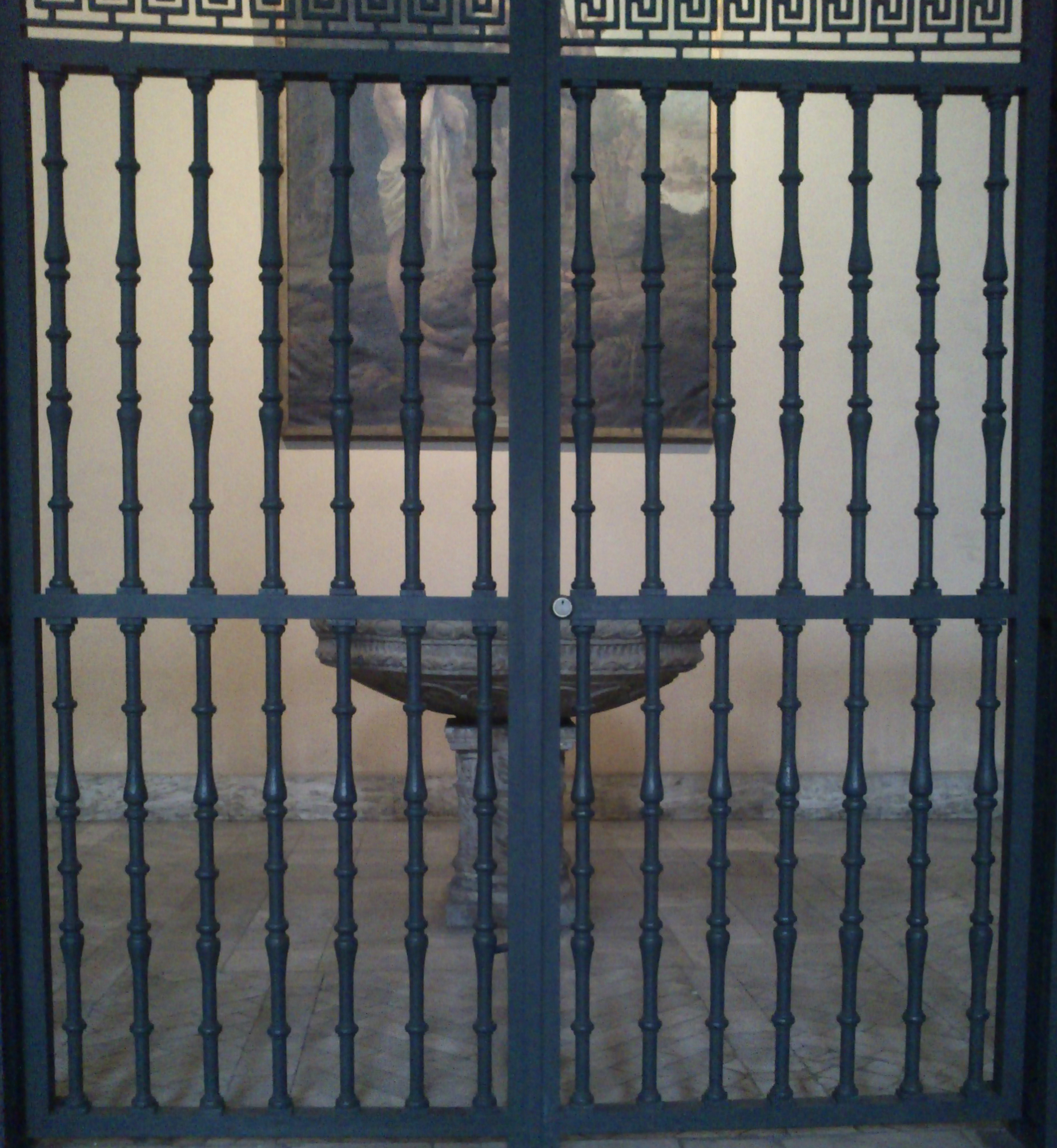
Bautisterio
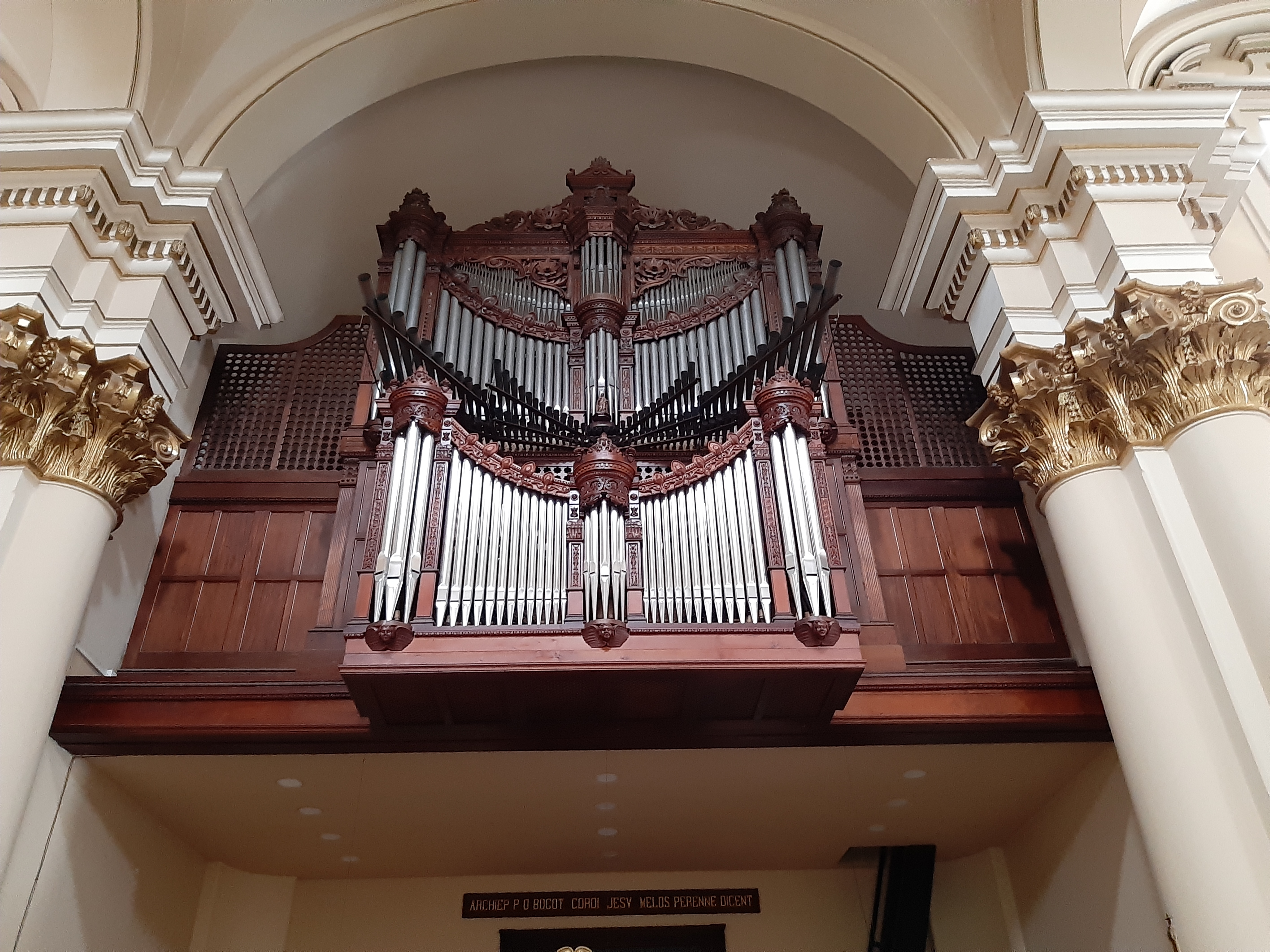
Órgano
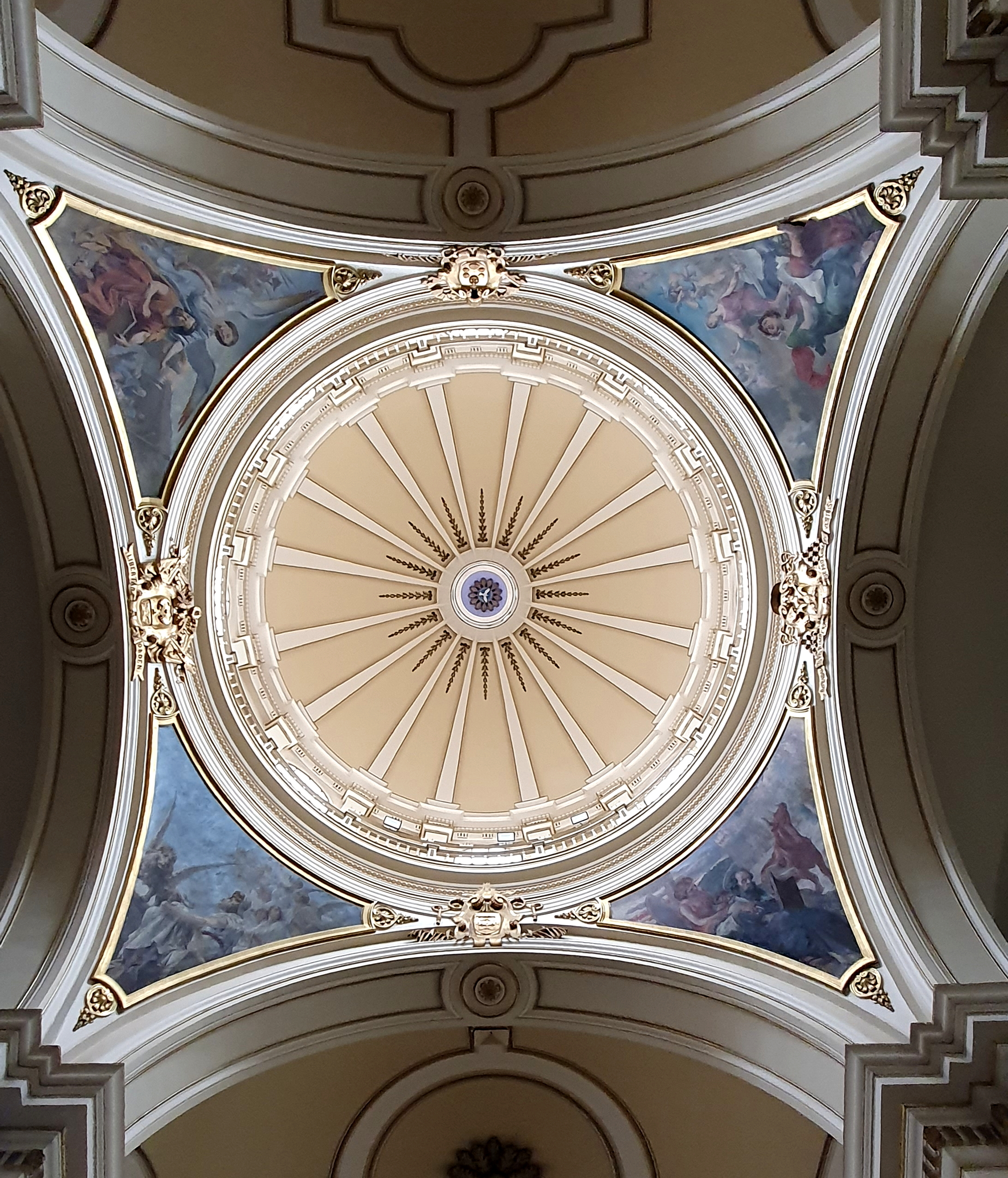
Vista interior de la cúpula
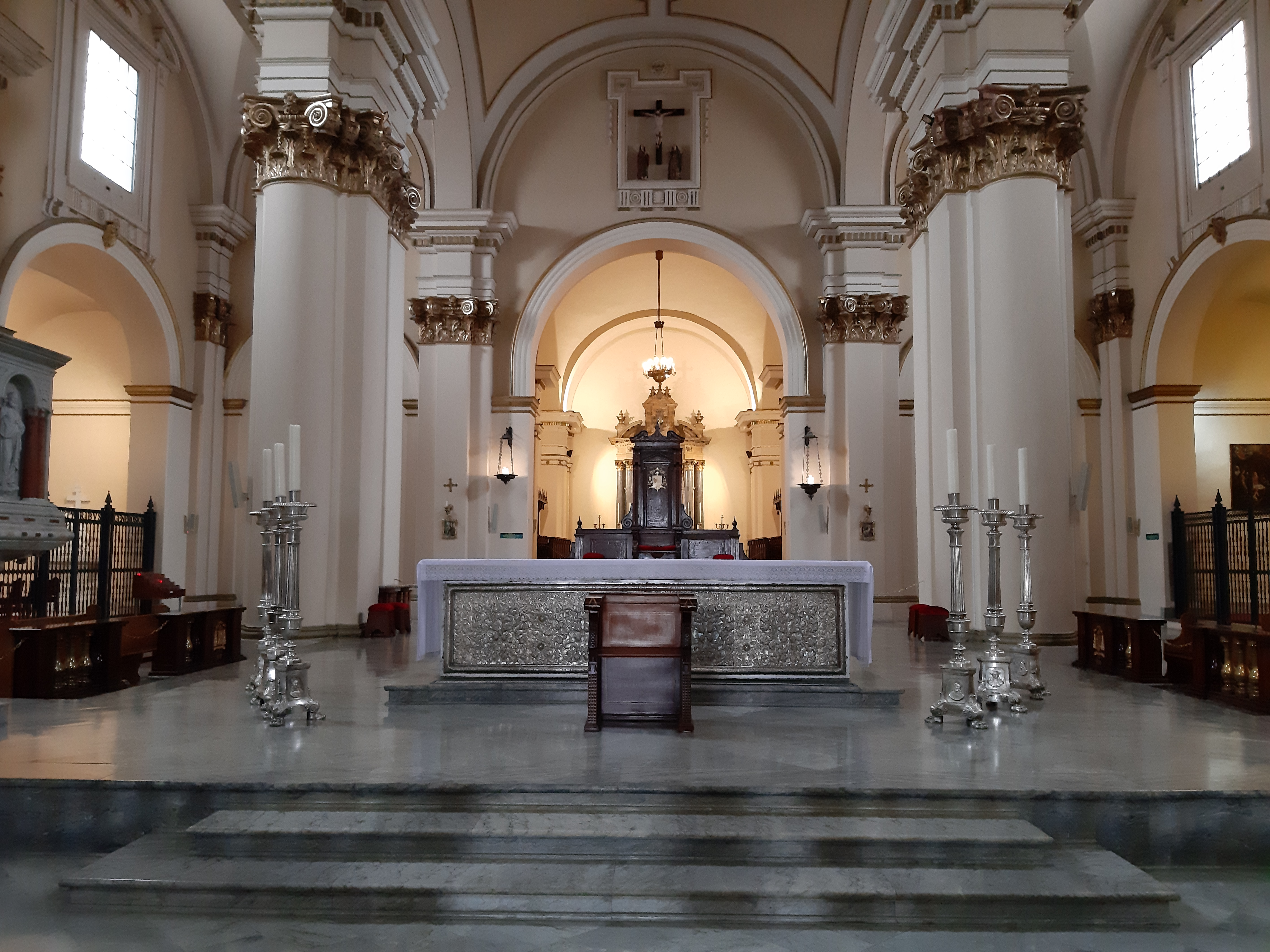
Presbiterio
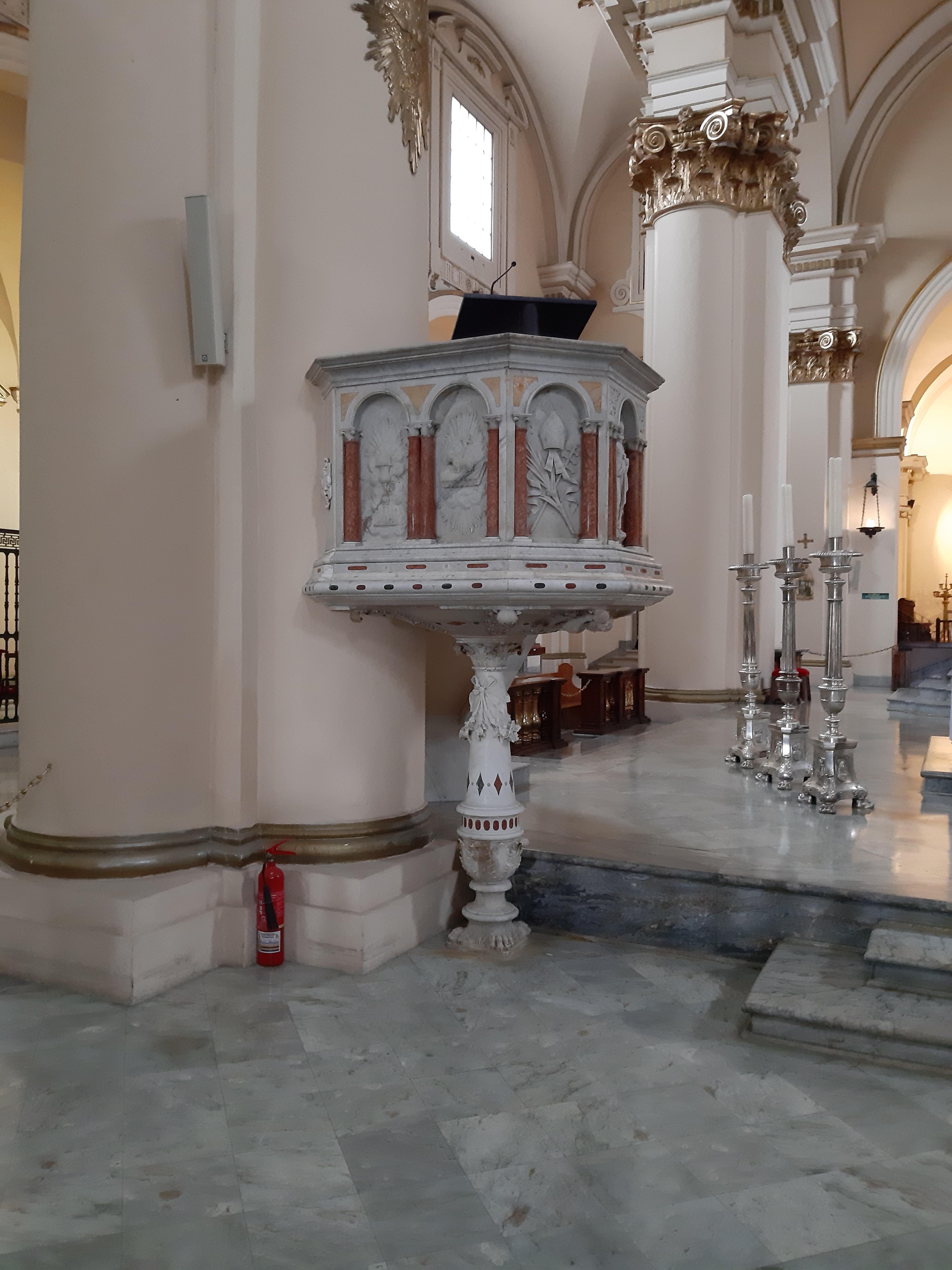
Púlpito
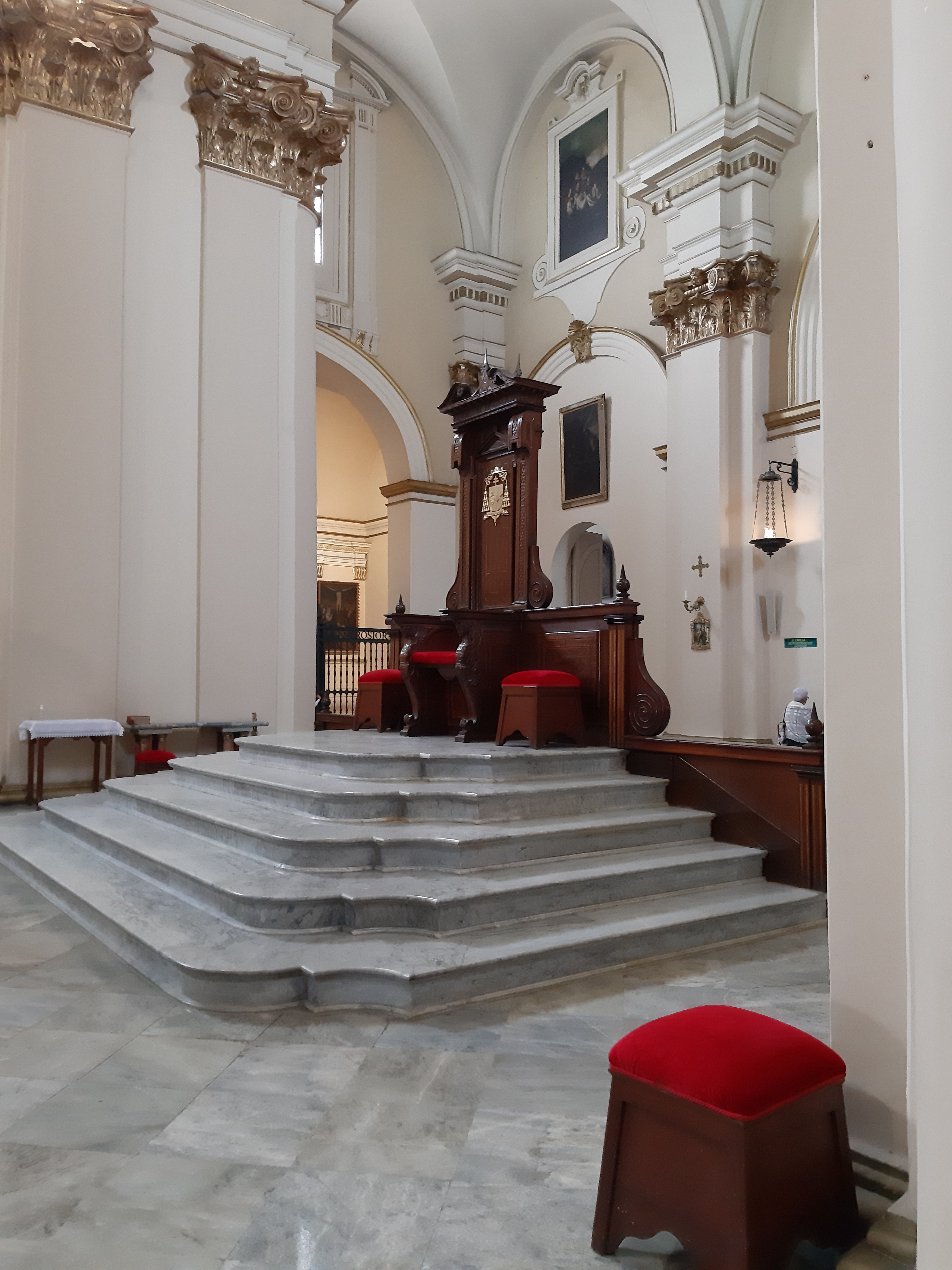
Cátedra
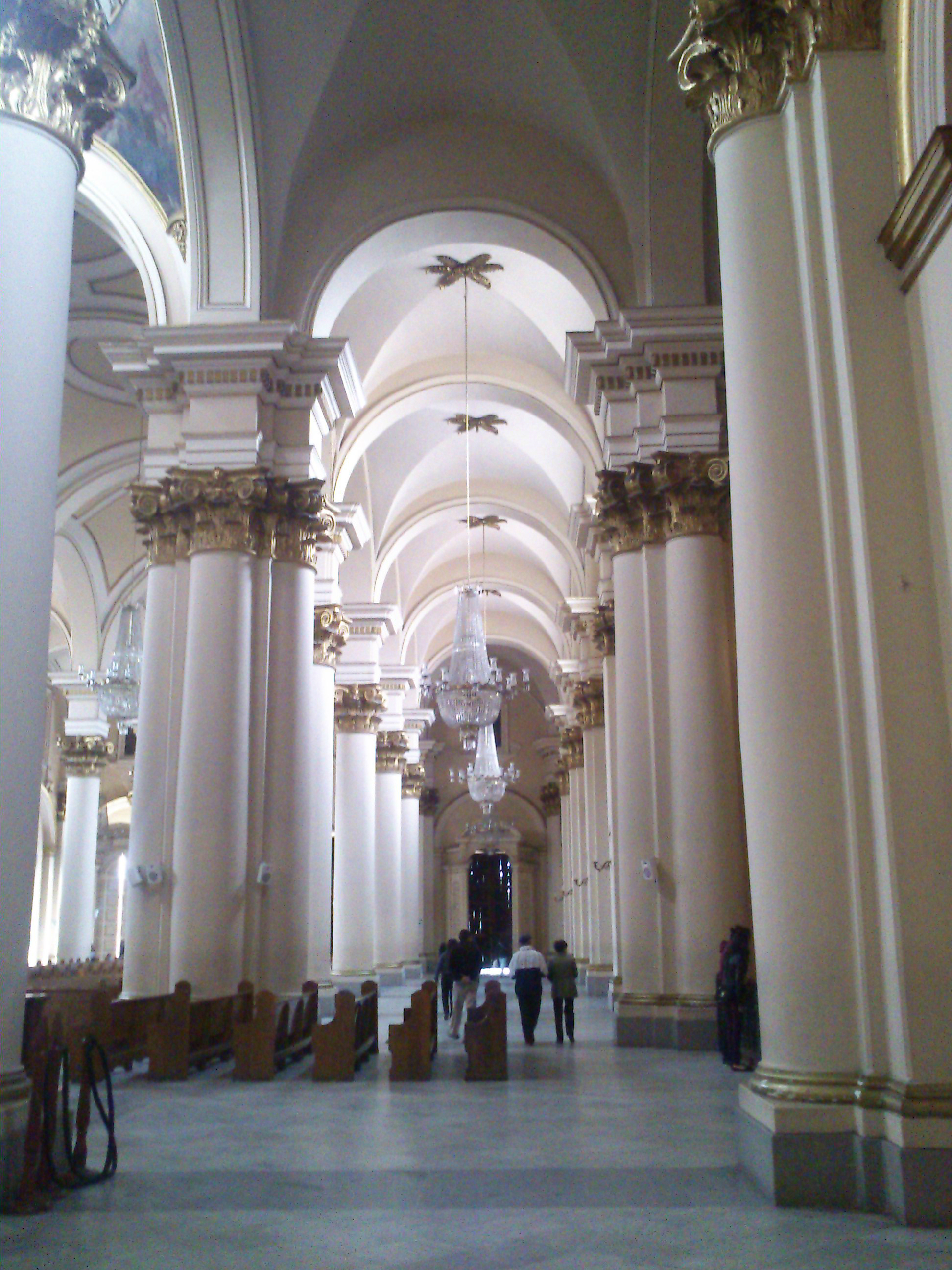
Nave lateral con vista hacia la puerta
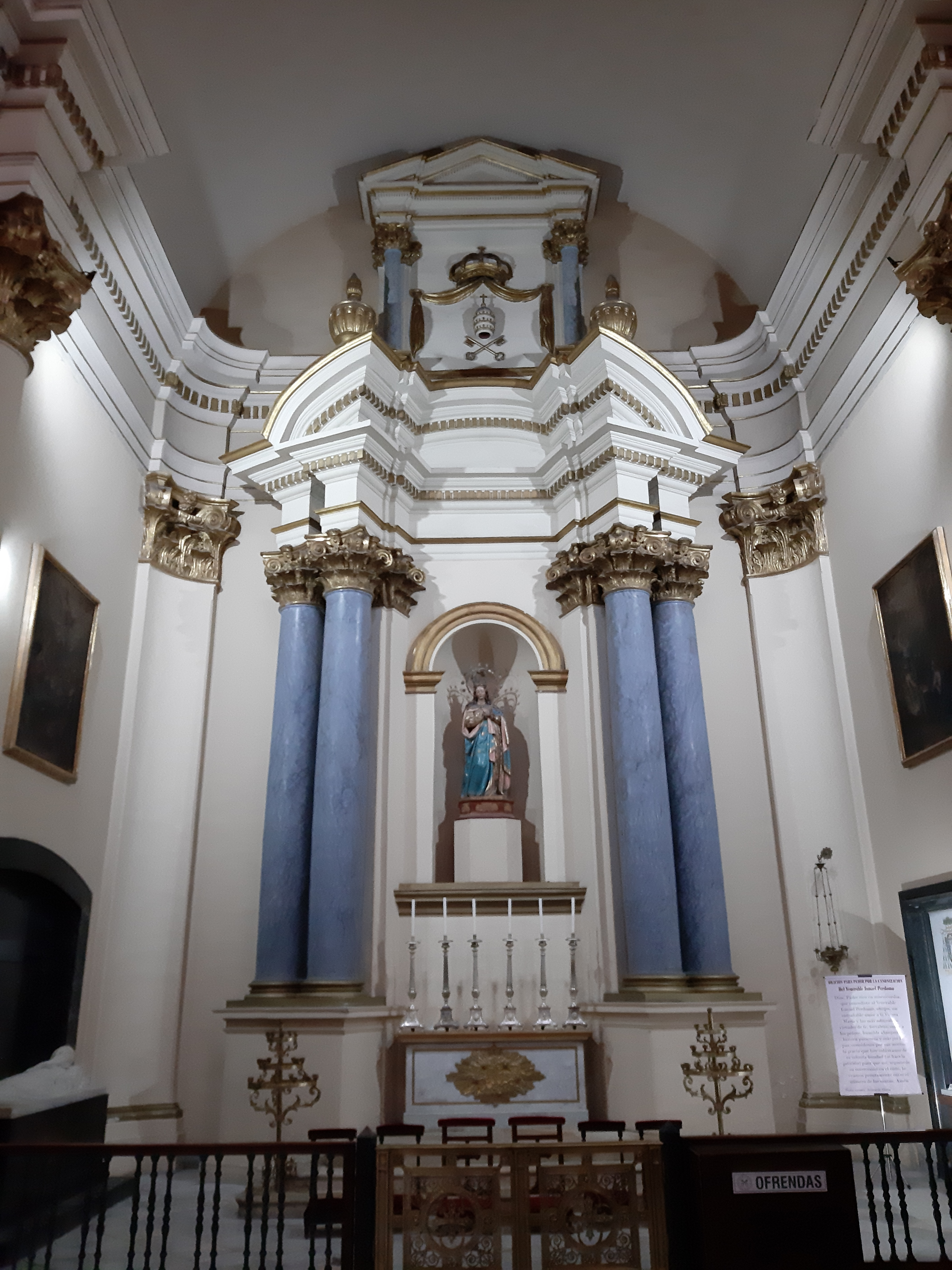
Capilla de la Inmaculada Concepción
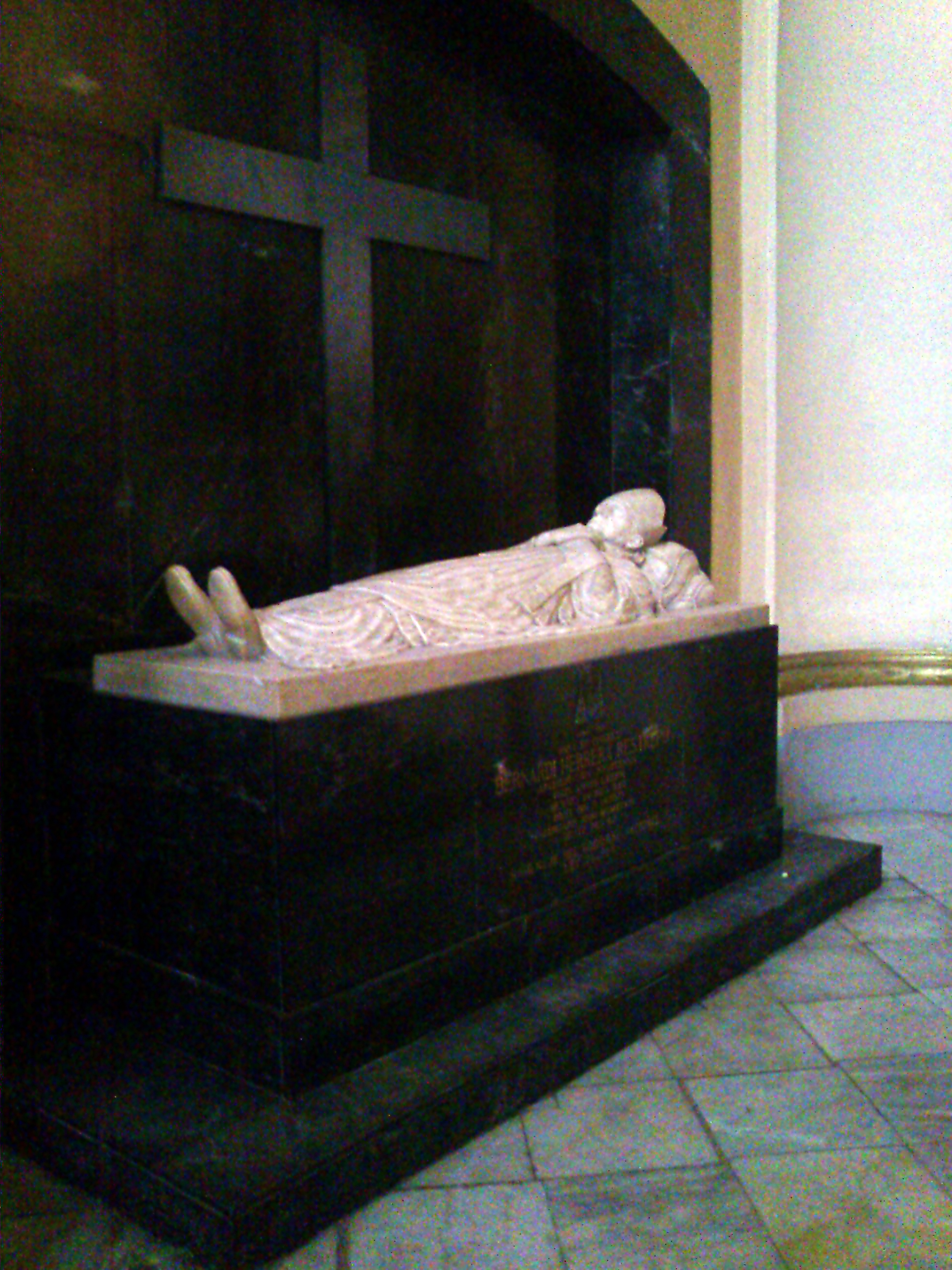
Sarcófago de Bernardo Herrera
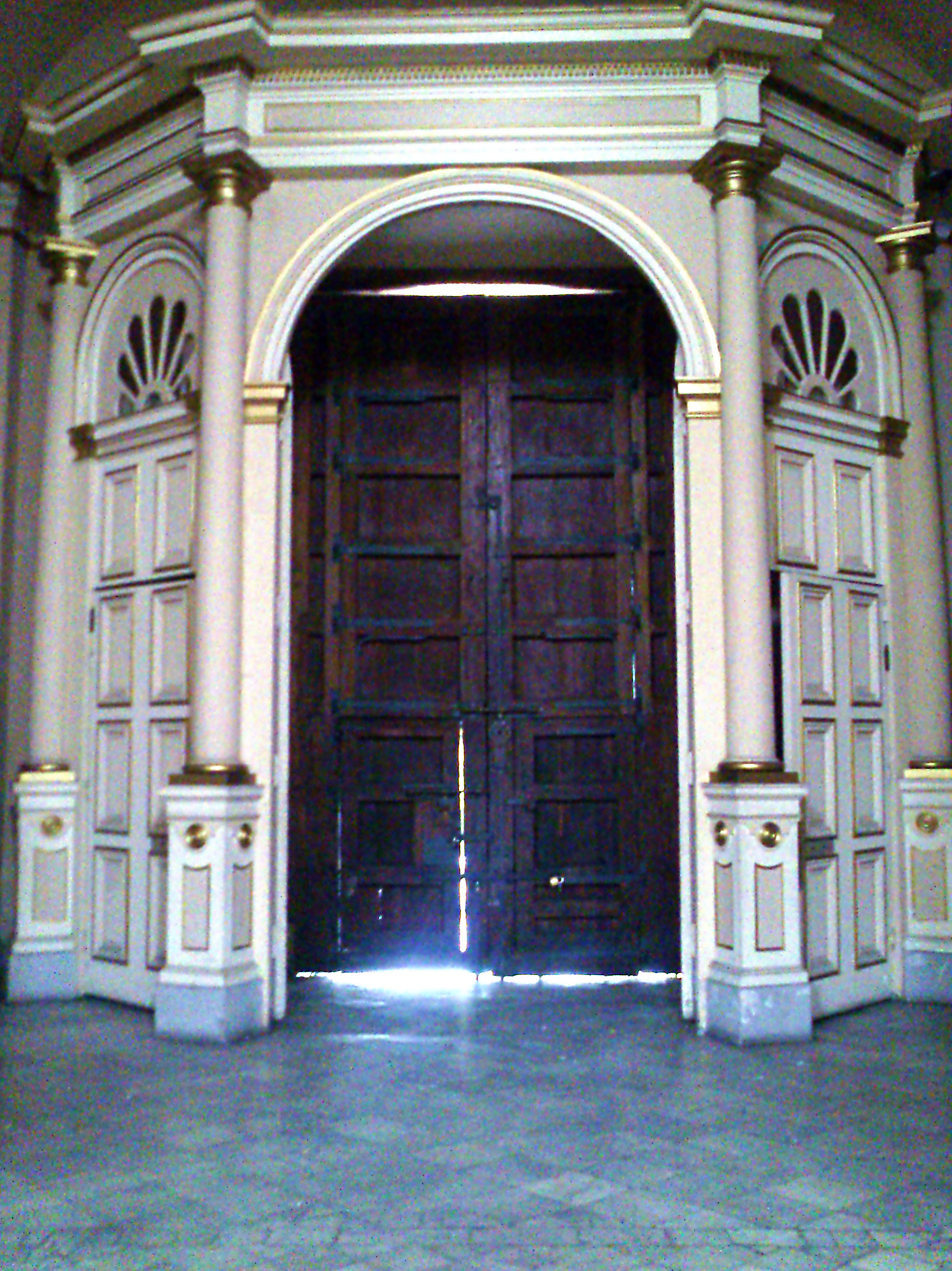
Puerta norte
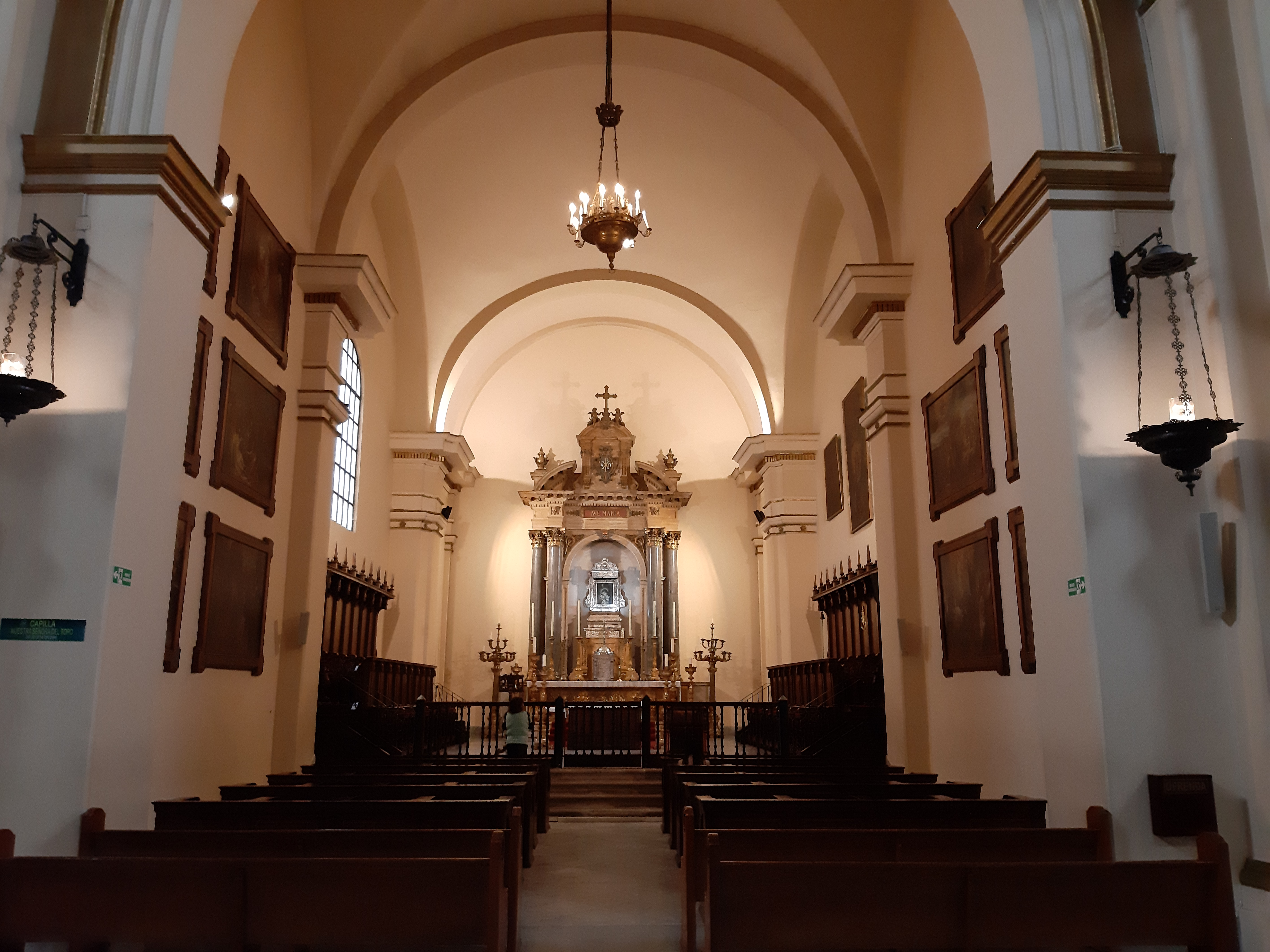
Capilla de Nuestra Señora del Topo
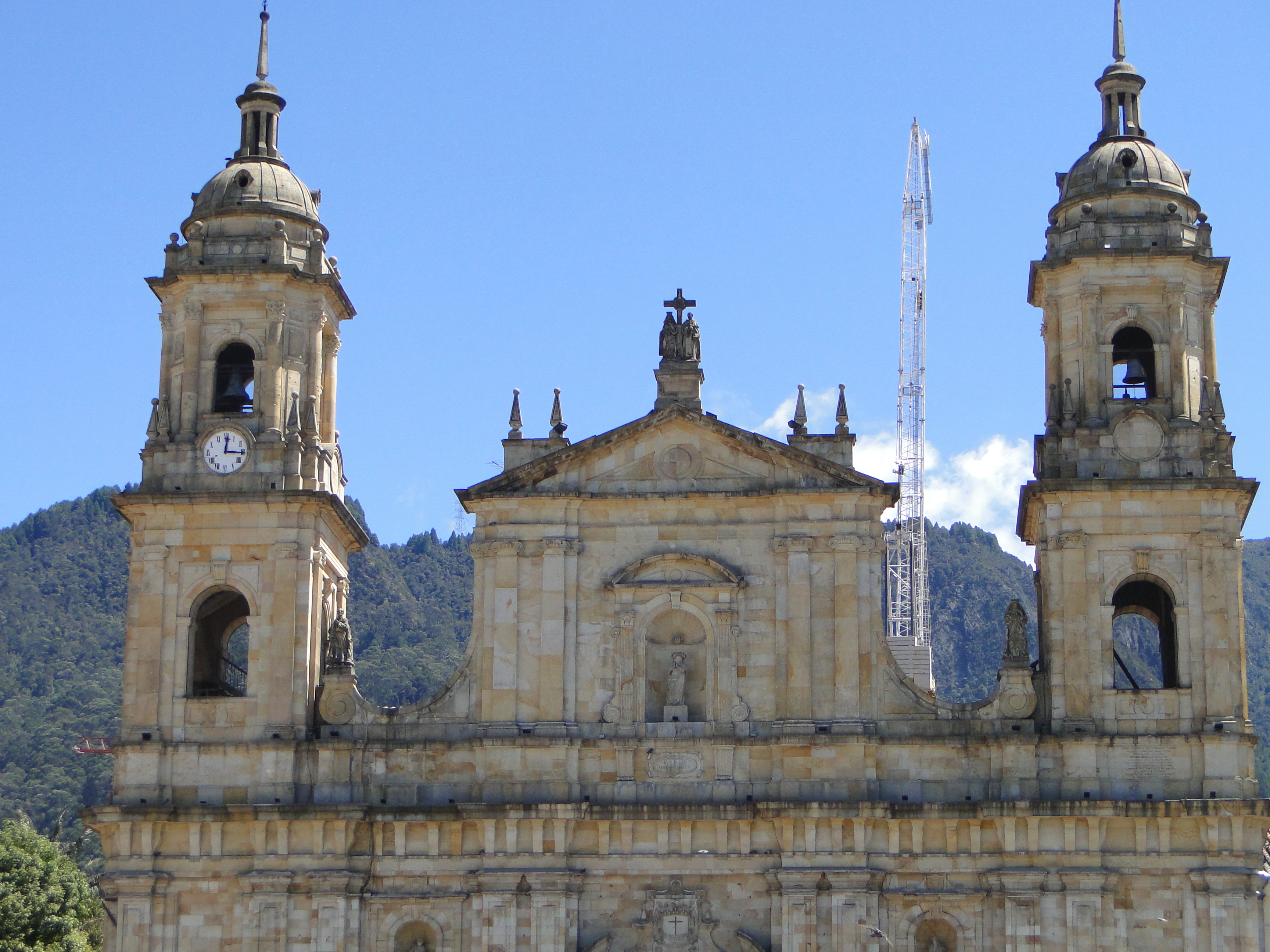
La catedral con los Cerros Orientales al fondo
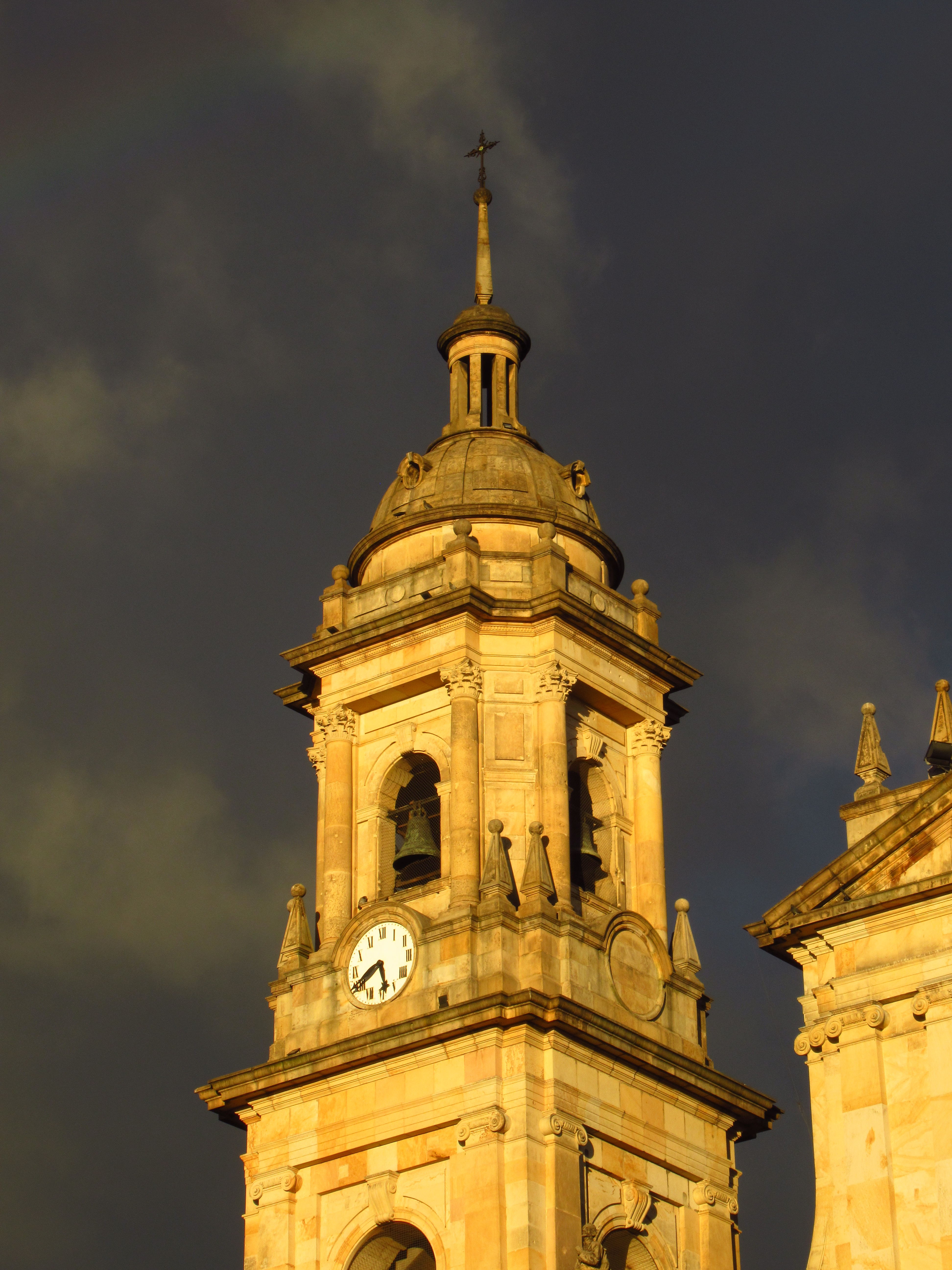
Torre norte de la fachada

## Medios de Comunicación
La Santa Misa que transmite la cadena de televisión colombiana, RCN Televisión todos los domingos a las 9:00 a. m. se filma desde la Capilla del Sagrario de la Catedral Basílica Metropolitana de Bogotá.
El 11 de junio del 2021 a las 11:00 a. m. se llevó a cabo una Eucaristía en Consagración de Colombia al Sagrado Corazón de Jesús, el cual se transmitió por Caracol Televisión, RCN Televisión, Cristovisión, Teleamiga y Tele VID.